# Mart Stam

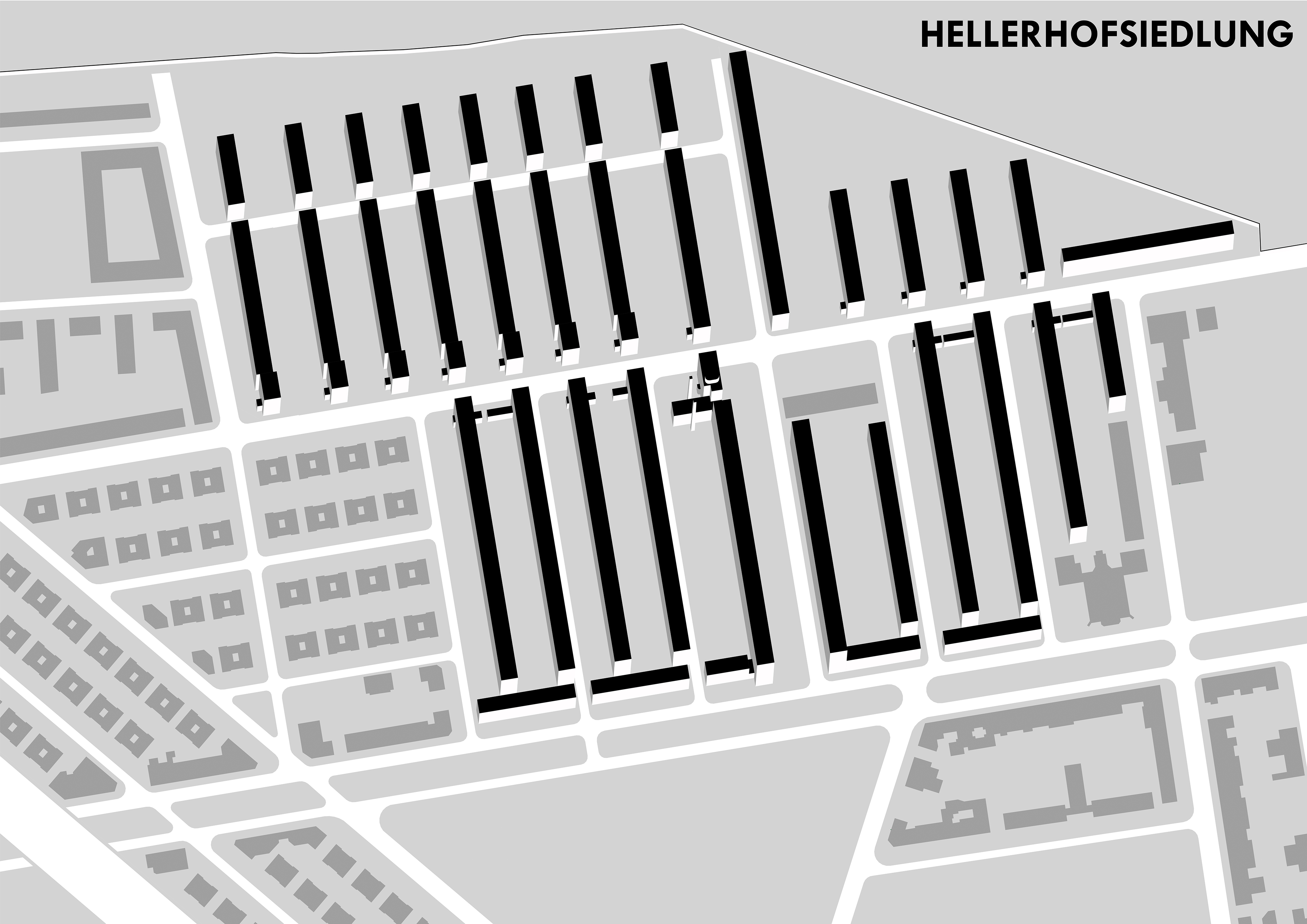
Hellerhof-Siedlung in Frankfurt von Mart Stam Stand 1931

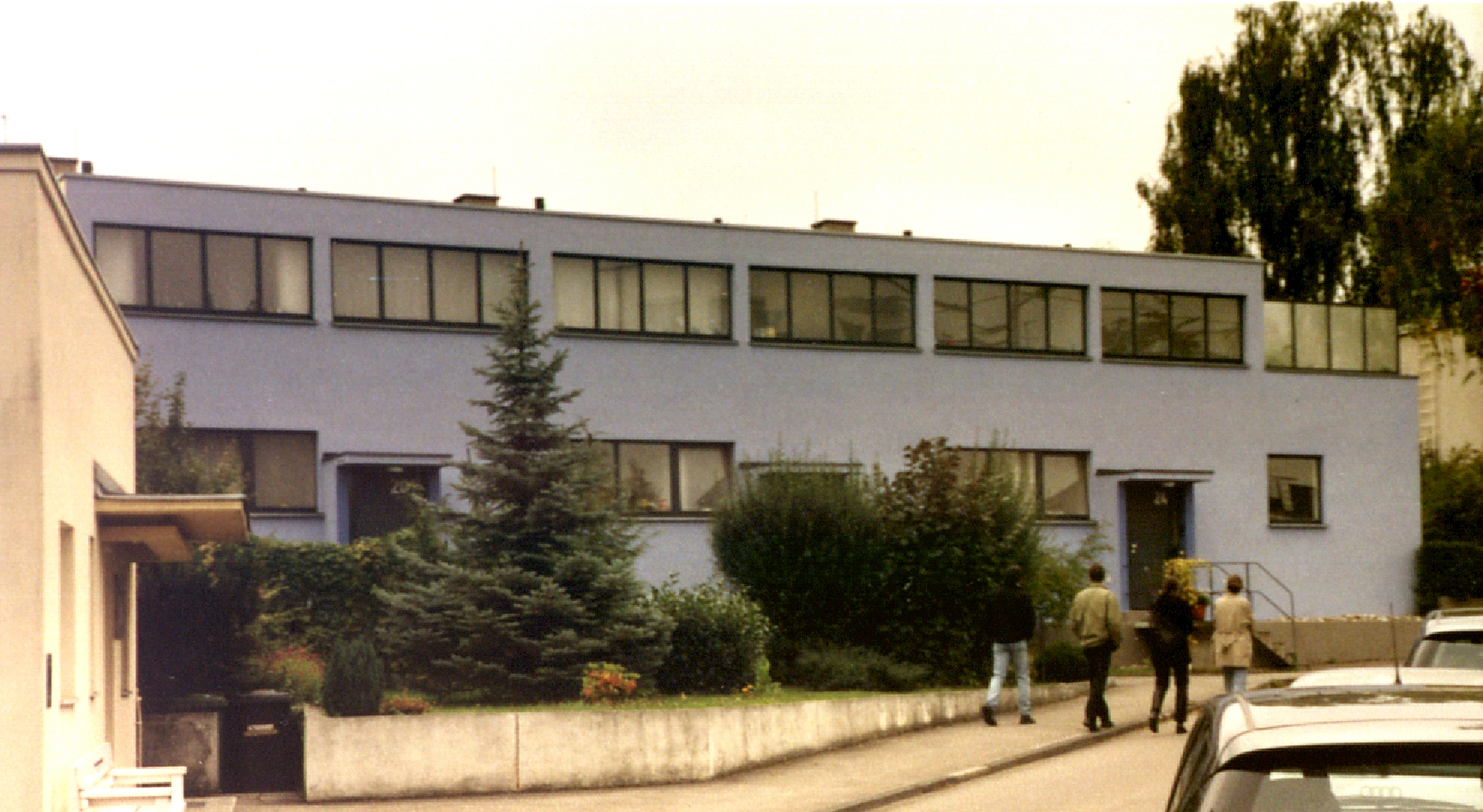
Häuserreihe in der Weißenhofsiedlung in Stuttgart, 2001

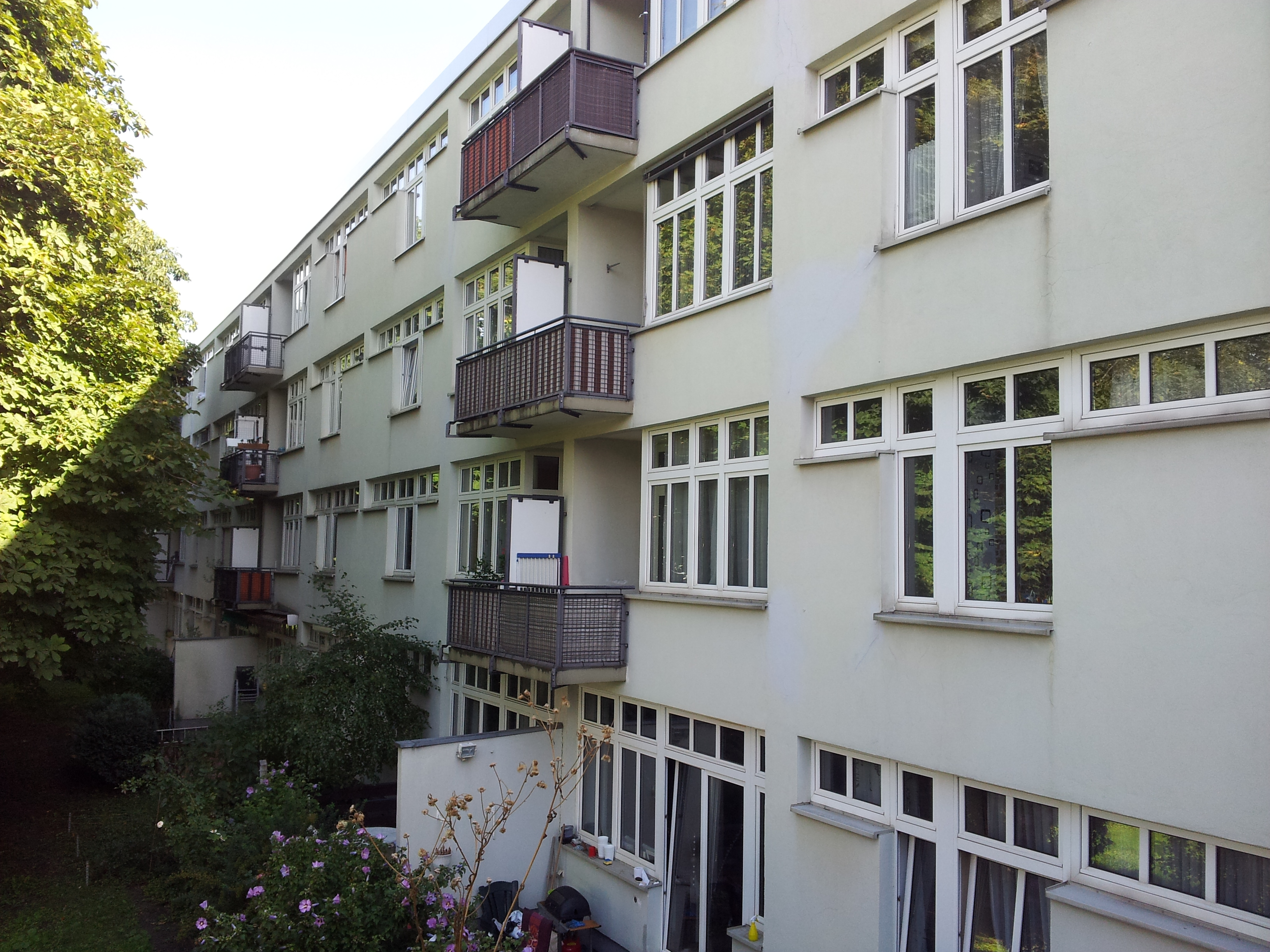
Einer der Wohnblöcke in der Hellerhofsiedlung in Frankfurt

Das Haus im Prager Stadtteil Baba wurde 1928 von Mart Stam entworfen

Mart Stam – Ein Wohnblock in Magnitogorsk, die Balkone sind aus altem Zugmaterial gefertigt

Mart Stam, eigentlich Martinus Adrianus Stam (* 5. August 1899 in Purmerend, Niederlande; † 23. Februar 1986 in Goldach, Schweiz), war ein niederländischer Architekt und Designer.

## Wirken
Nach Stams Mitarbeit in Architekturbüros in den Niederlanden zu Beginn der 1920er Jahre zog er 1922 nach Berlin um. Dort arbeitete er u. a. für Max Taut und Hans Poelzig. 1923 zog er in die Schweiz und arbeitete dort u. a. im Büro von Karl Moser. Er arbeitete mit den Architekten Hans Schmidt und El Lissitzky zusammen; gemeinsam mit ihnen gründete er die Avantgarde-Zeitschrift ABC. 1926 erfand und entwarf Stam den ersten funktionstüchtigen Freischwinger, ausgestellt erstmals 1927 in der Weißenhofsiedlung in Stuttgart. Deren Organisator Ludwig Mies van der Rohe hatte Stam im Vorfeld seine Ideen zum hinterbeinlosen Stuhl präsentiert. Dabei interessierte ihn zunächst nicht die Eigenschaft des leichten Federns der Stahlkonstruktion, sondern dessen leichte Erscheinung, die im Gegensatz zu bis dorthin üblichen schweren Polstermöbeln stand. Mies van der Rohe griff Stams Idee auf, fand jedoch zu einer ästhetisch weiter entwickelten Version, die er 1927 zugleich mit Stams Entwurf in der Weißenhofsiedlung präsentierte. Neben vielen anderen Gestaltern, die sich mit dem Thema befassten, lieferte Marcel Breuer frühe Beiträge zum Freischwinger, die bis heute Bestand haben, zum Teil aber noch stärker als Mies van der Rohes Lösung auf Stams Erfindung basieren. 1928 übersiedelte Mart Stam nach Frankfurt am Main, wo er die Hellerhofsiedlung als Beitrag zur Typisierung preiswerten Wohnraums entwarf. Ebenfalls in Frankfurt schuf er mit den Architekten Werner Max Moser und Ferdinand Kramer den ursprünglichen Bau des Henry und Emma Budge-Altenheims. Im Wintersemester 1928/1929 lehrte Stam als Gastdozent für Städtebau am Bauhaus Dessau. Von 1930 bis 1934 war Stam zusammen mit seiner Frau Lotte Stam-Beese (1903–1988) Mitglied der „Brigade May“ und an den Planungen für die sowjetischen Städte Magnitogorsk, Makijiwka und Orsk beteiligt. 1935 kehrte er in die Niederlande zurück, und 1939 wurde er Direktor des Instituut voor Kunstnijverheidsonderwijs (Institut für Kunstgewerbeunterricht) in Amsterdam.
Stam siedelte 1948 gemeinsam mit seiner zweiten Frau Olga Stam-Heller in die Sowjetische Besatzungszone über. In Dresden übernahm er das Direktorat der Staatlichen Hochschule für Werkkunst und die kommissarische Leitung der Akademie der bildenden Künste Dresden, bis beide Institutionen Anfang 1949 unter seiner Regie zur Hochschule für Bildende Künste Dresden zusammengeschlossen wurden. Stam leitete die von ihm gegründete HfBK Dresden allerdings nur bis zu seinem Wechsel nach Berlin im Jahr 1950, wo er Rektor der Hochschule für angewandte Kunst Berlin-Weißensee (KHB) wurde. In dieser Zeit arbeitete er unter anderen mit der Produktgestalterin Marianne Brandt zusammen, die an beiden Hochschulen lehrte. 1950 gründete Stam das Institut für industrielle Gestaltung mit Sitz in der Clara-Zetkin-Straße 28. Dessen Aufgabe war es laut Stam, als „die zentrale Stelle, welche einerseits Forschungs- und Entwicklungsarbeit auswertet, andererseits Entwurfs- und Entwicklungstätigkeit leistet, fördert und koordiniert … die Qualifizierung der Produkte des Massenbedarfs zu erreichen und somit das allgemeine kulturelle Niveau zu heben.“ Das Institut wurde 1952 umbenannt in Institut für angewandte Kunst.
Im Zusammenhang mit der Formalismusdiskussion verließ Stam Ende 1952 die Hochschule und dann die DDR. Die Nachfolge an die Kunsthochschule übernahm Werner Laux. Ab 1955 machte sich Stam in den Niederlanden selbständig. Als Pensionär zog er in die Schweiz, wo er von 1966 bis zu seinem Tode 1986 lebte. In diesem Lebensabschnitt pflegte er den Kontakt zu den meisten seiner früheren Kollegen und Freunde nicht mehr. Er fand seine letzte Ruhestätte auf dem Zürcher Friedhof Enzenbühl.

## Nachlass
Mart Stams Nachlass befindet sich im Deutschen Architekturmuseum in Frankfurt am Main.

## Werke
- Reihenhaus-Zeile in der Weißenhofsiedlung in Stuttgart-Nord, 1927
- Hellerhofsiedlung in Frankfurt am Main, 1929–1932
- Tabakwarenfabrik van Nelle in Rotterdam, 1930 (mit Johannes Brinkman und Leendert van der Vlugt)
- Villa Palička in der Werkbundsiedlung Prag, Praha-Dejvice, 1931–1932[7]

## Veröffentlichungen

### Artikel
- Kollektive Gestaltung. In: ABC – Beiträge zum Bauen. Erster Jahrgang, Heft 1. Thalwil bei Zürich 1924.
- mit El Lissitzky: Die Reklame. In: ABC – Beiträge zum Bauen. Erster Jahrgang, Heft 2. Thalwil bei Zürich 1924.
- Modernes Bauen 1. In: ABC – Beiträge zum Bauen. Erster Jahrgang, Heft 2. Thalwil bei Zürich 1924.
- Modernes Bauen 2. In: ABC – Beiträge zum Bauen. Erster Jahrgang, Heft 3/4 (Doppelnummer). Thalwil bei Zürich 1925.
- Modernes Bauen 3. In: ABC – Beiträge zum Bauen. Erster Jahrgang, Heft 3/4 (Doppelnummer). Thalwil bei Zürich 1925.
- mit Hans Schmidt: Der Raum. In: ABC – Beiträge zum Bauen. Erster Jahrgang, Heft 5. Thalwil bei Zürich 1925.

## Ehrungen
- Die Mart-Stam-Straße in Frankfurt-Kalbach-Riedberg wurde im April 2013 nach ihm benannt.[8]
- Die Mart-Stam-Stiftung in Berlin fördert die Arbeit und die Studierenden der Kunsthochschule Berlin-Weißensee.[9]

## Ausstellungen
- Das Museum Marta Herford widmete 2017/18 Mart Stam eine biografische Ausstellung, die auch seine komplexe Persönlichkeit thematisierte.[10]
- Das Werkbundarchiv – Museum der Dinge zeigt vom 25. März bis 30. August 2021 eine Ausstellung über Mart Stam und das 1950 gegründete Institut und die Sammlung für industrielle Gestaltung.[11]

## Verweise
1. ↑  Mart Stam. gta-Verlag. ETH Zürich
2. ↑  Simone Rümmele: Mart Stam. Verlag für Architektur, Artemis & Winkler, Zürich/München 1991, ISBN 3-7608-8130-0, S. 148–150.
3. ↑  Werner Möller, Otakar Máčel: Ein Stuhl macht Geschichte. Prestel, München 1992, ISBN 3-7913-1192-1, S. 10 f.
4. ↑  Otakar Máĉel: Avant-garde Design and the Law: Litigation over the Cantilever Chair. In: Journal of Design History. Vol. 3, Nr. 2–3, 1990, S. 125–141.
5. ↑  Mart Stam : Bauhaus100. Abgerufen am 6. Mai 2018.
6. ↑  Alfred Hückler: Deutsches Design Ost und West, Weißensee und Ulm. In: International Design Conference in Aspen 1996: Gestalt: Vision of German Design.
7. ↑  Funkční krása vilových domů dejvické Baby oslňuje Pražany již 80 let
8. ↑  Amtsblatt für Frankfurt am Main, 144. Jg., Nr. 17, Stadt Frankfurt am Main, 25. Feb. 2020.
9. ↑  Website der Mart-Stam-Stiftung
10. ↑  Radikaler Modernist – Das Mysterium Mart Stam. Marta Herford, abgerufen am 5. Mai 2018 (deutsch, englisch).
11. ↑  die frühen jahre. mart stam, das institut und die sammlung für industrielle gestaltung. In: museumderdinge.de. Werkbundarchiv – Museum der Dinge, abgerufen am 11. April 2021.

| Personendaten    | Personendaten                                |
| ---------------- | -------------------------------------------- |
| NAME             | Stam, Mart                                   |
| ALTERNATIVNAMEN  | Stam, Martinus Adrianus (vollständiger Name) |
| KURZBESCHREIBUNG | niederländischer Architekt und Designer      |
| GEBURTSDATUM     | 5. August 1899                               |
| GEBURTSORT       | Purmerend, Niederlande                       |
| STERBEDATUM      | 23. Februar 1986                             |
| STERBEORT        | Goldach, Schweiz                             |